# Gastrothrips callipus
Gastrothrips callipus är en insektsart som beskrevs av Ian A. Hood 1935. Gastrothrips callipus ingår i släktet Gastrothrips och familjen rörtripsar. Inga underarter finns listade i Catalogue of Life.